# Mattheus de Bruyne
Mattheus Reindert de Bruijne (Terneuzen, 9 oktober 1895 - Renkum, 13 oktober 1973) staat bekend als kolonel De Bruyne. Hij was marinier en zat tijdens de Tweede Wereldoorlog in Londen. Hij was daar de opvolger van François van 't Sant als hoofd van de Centrale Inlichtingendienst (CID).
Mattheus de Bruijne was de zoon van Mattheus de Bruijne en Jacomina Blankert. Zijn vader was broodbakker. Hij ging naar de HBS in Vlissingen en Middelburg. 

## Voor de oorlog

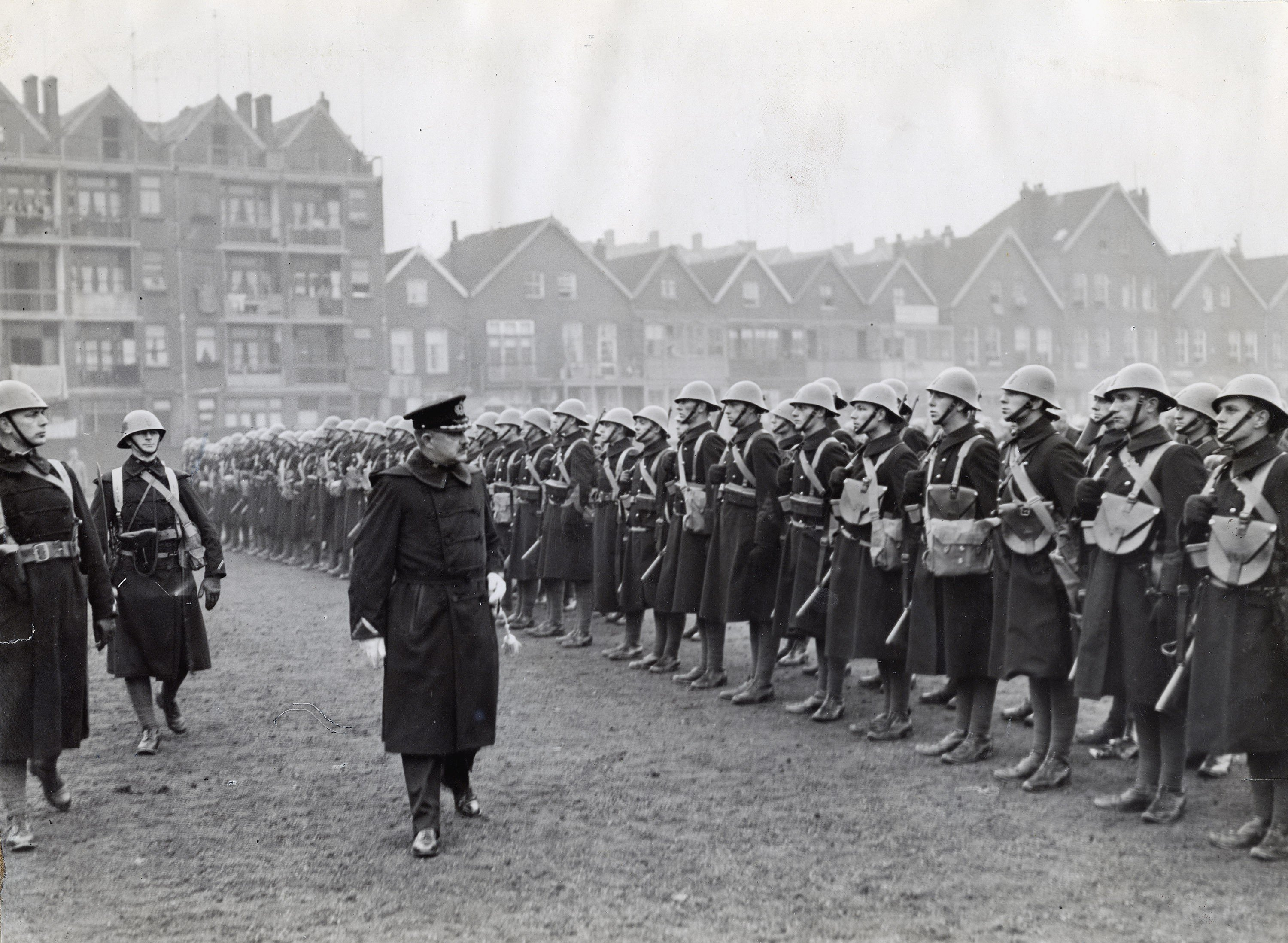
De Bruyne (uiterst links) bij de inspectie van de marinierstroepen voor het Saarland (1934)

De Bruyne bezocht de HBS en vervolgens de Koninklijke Militaire Academie in Breda. In 1917 werd hij benoemd tot tweede luitenant der infanterie en in 1922 bevorderd tot eerste luitenant der mariniers. Hij kreeg een opleiding tot sportinstructeur en werd in 1924 gestationeerd op de gymnastiek- en sportschool van de marine in Willemsoord.In mei 1924 werd hij aan boord van de Hr.Ms. Gelderland werd geplaatst. Dit was een artillerie instructie schip waar hij een cursus artillerie volgde. Na deze opleiding vertrok hij in november 1924 naar Indië. Hij werd eerst geplaatst op de Hr.Ms. De Zeven Provinciën, en in verband met communistische onlusten in maart 1927 overgeplaatst naar de marinierskazerne Goebengen in Soerabaja. Hij was aldaar belast met de vorming en opleiding van een detachement voor speciale diensten. Eind 1927 keerde De Bruyne naar Nederland, waar hij in 1928 werd benoemd tot leraar in diverse militaire vakken op het Koninklijk Instituut voor de Marine te Den Helder.
In 1929 werd hij bevorderd tot kapitein en gedetacheerd bij de Hogere Krijgsschool. Hij werd tevens lid van de Zeekrijgsraad. In 1933 werd hij benoemd tot eerste officier van het Koninklijk Instituut voor de Marine. In 1934 werd De Bruyne aangesteld als commandant van het detachement mariniers dat deel uitmaakte van de internationale troepenmacht tot veiligstelling van de orde en rust tijdens de volksstemming in het Saargebied. Kort daarna werd hij geplaatst als eerste officier van de Goebengkazerne in Soerabaja en benoemd tot voorzitter van de krijgsraad aldaar. Al voor het uitbreken van de oorlog bestudeerde De Bruyne amfibische landingen.

## De oorlogsjaren
In mei 1941 werd De Bruyne door de Nederlandse regering naar Londen geroepen. Hij reisde aan boord van de Ms. Tanimbar, die hem via de Verenigde Staten naar Engeland bracht. Op 14 augustus 1941 trad François van 't Sant af als hoofd van de CID en kreeg De Bruyne tot juni 1942 de leiding. Vervolgens kreeg hij de leiding over Bureau Militaire Inlichtingendienst en Bureau Militaire Voorbereiding Terugkeer, waar hij het operatief gebruik van de Prinses Irene Brigade organiseerde. Hij werd in 1942 bevorderd tot kolonel.

#### Geheim agenten
De Bruyne heeft nooit door gehad dat het Englandspiel (maart 1942 - mei 1943) veel levens eiste en bleef berichten naar Nederland sturen die in Duitse handen kwamen. Hij dacht dat de agenten in Nederland vergaten codes toe te voegen, dat wil zeggen expres kleine fouten te maken. In zijn kantoor in Londen had hij plattegronden gehangen waarop landingsplaatsen bij Scheveningen, Noordwijk en Walcheren duidelijk waren aangegeven. Toen geheim agent Louis d'Aulnis dat zag, nam hij zich voor zijn landingsplaats niet vooraf bekend te maken, hetgeen zijn leven heeft gered. De Bruyne en Erik Hazelhoff Roelfzema waren niet bevriend. Erger nog, De Bruyne wilde hem voor het gerecht slepen omdat zijn opdracht niet werd uitgevoerd. Dit gebeurde op hetzelfde tijdstip dat koningin Wilhelmina in 1942 hem voor de Willems-Orde voordroeg.

## Mariniers Brigade & Oost-Java

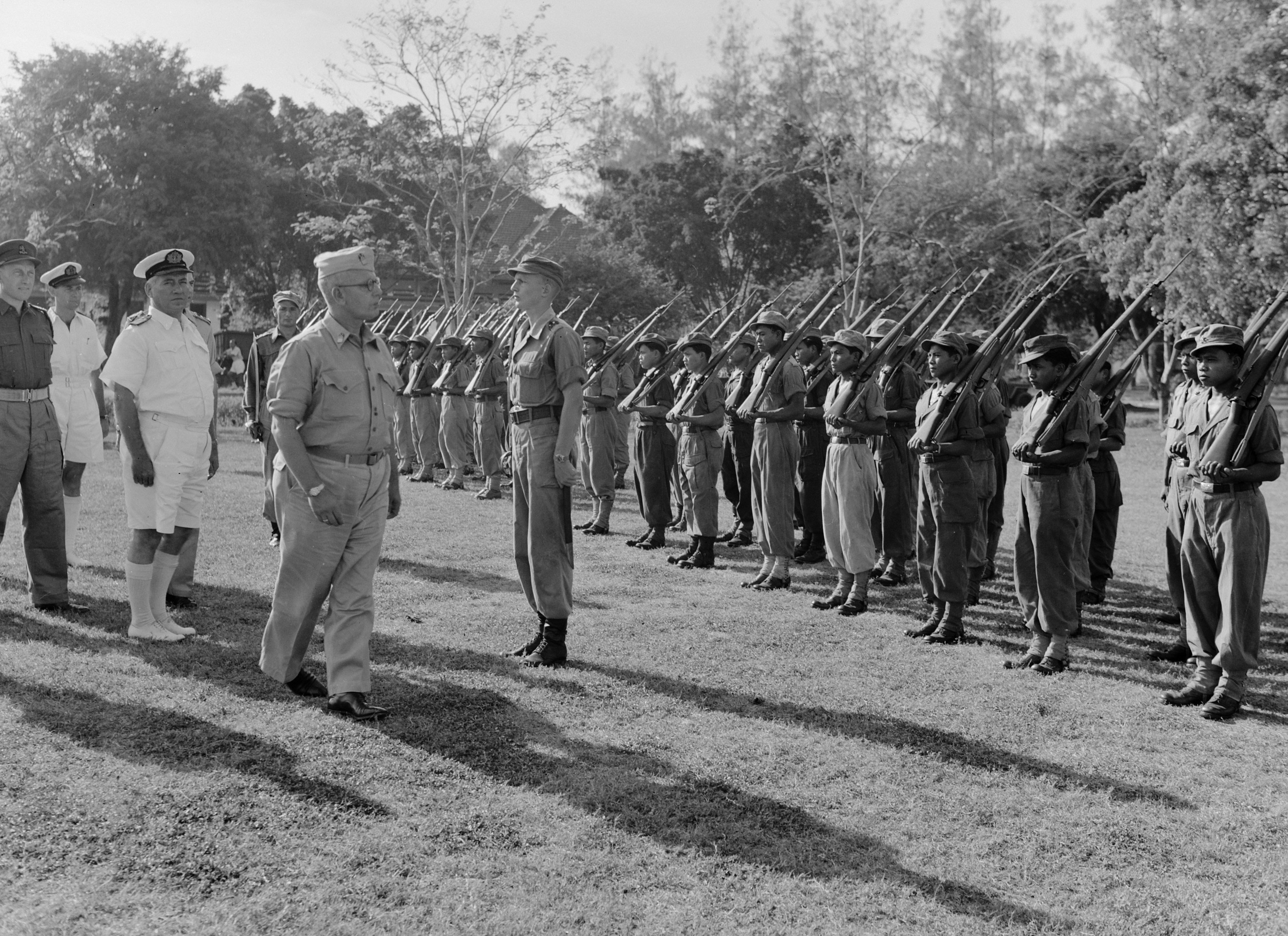
Inspectie te Soerabaja (okt. 1947)

In het najaar van 1942 kwam kapitein der mariniers baron E.J. Lewe van Aduard bij De Bruyne met een plan om een Mariniers-eenheid op te richten om deel te nemen aan de strijd tegen Japan. De eenheid zou bestaan uit 250 beroepsmariniers en aangevuld worden door oorlogsvrijwilligers (OVW-ers), die na de oorlog gerekruteerd konden worden. Op 17 mei 1943 werd besloten een dergelijke eenheid op te richten. In het najaar van 1943 benoemde de Minister van Oorlog hem tot inspecteur van de Nederlandse troepen. Op 15 augustus 1944 diende De Bruyne verzoek tot ontslag in. Op 16 oktober 1944 werd De Bruyne commandant van de mariniers in de Verenigde Staten met de opdracht de eerste Nederlandse marinebrigade te vormen. De opleiding  vond voornamelijk plaats in Camp Lejeune, gebouwd in 1941 aan de stranden van North Carolina om amfibische landingen te trainen, en Camp Endicott, gebouwd in 1942 in Rhode Island. Na de oorlog werden honderden oorlogsvrijwilligers naar Camp Lejeune gestuurd. Van 14 september 1945 - 20 juli 1946 was De Bruyne commandant van de Mariniersbrigade in Nederlands-Indië, hij werd opgevolgd door kolonel P.J. van Gijn. Deze brigade vertrok eind 1945 naar Indië. Op 17 november vertrok de 'Noordam' uit de Verenigde Staten met de eerste mariniers, op 11 december vertrok de 'Bloemfontein' vanuit Norfolk met de rest van de groep. Een deel van de troepen van de Noordam werden afgezet in Batavia, de anderen gingen door naar Singapore om vandaar naar Malakka te gaan. Van juli 1946 tot oktober 1947 was hij territoriaal commandant van Oost-Java. Hij was betrokken bij de eerste politiële acties waarbij twee amfibische acties werden uitgevoerd waardoor een groot deel van Oost-Java weer onder Nederlands bewind kwam.
Kolonel C.E. baron van Asbeck zei over De Bruyne: Hij was door en door eerlijk en recht door zee. Alles wat geen hele waarheid was, was voor hem een leugen. Generaal-majoor A.M. Luijk zei: Als er iets mis dreigde te gaan ging hij voor de troep staan en alleen al door de manier waarop hij daar stond had hij het pleit al gewonnen. Hij keek iedereen aan, althans dat gevoel had je.

## Terug in Nederland
Hierna keerde De Bruyne weer terug naar Nederland. Hij werd commandant van het Korps Mariniers en werd op 16 februari 1953 bevorderd tot luitenant-generaal. Op 1 november 1953 werd hem eervol ontslag verleend.

## Militaire loopbaan
Cadet: 1914

 Tweede luitenant: 25 juli 1917

 Eerste luitenant der Infanterie: 25 juli 1921

 Eerste luitenant der Mariniers: 8 augustus 1922

 Kapitein der Mariniers: 5 maart 1929

 Luitenant-kolonel der Mariniers: 1 mei 1938 

 Kolonel der Mariniers: 16 augustus 1943

 Generaal-majoor der Mariniers: 1 september 1946

 Luitenant-generaal der mariniers: 16 februari 1953

## Onderscheidingen
Ridder in de Orde van de Nederlandse Leeuw in november 1947

 Officier in de Orde van Oranje-Nassau met de zwaarden in februari 1935

 Erepenning voor Menslievend Hulpbetoon in brons

 Ereteken voor Orde en Vrede met twee gespen

 Onderscheidingsteken voor Langdurige Dienst als officier met jaarteken XXXV 

 Huwelijksmedaille 1937 (Juliana en Bernhard)

 Vaardigheidsmedaille van het Nederlandse Olympisch Comité (NOC) met cijfer 3

 Mobilisatiekruis 1914-1918

 Commander of the Order of the British Empire (Military Division) (Commandeur in de Orde van het Britse Rijk) (UK)

 Officer in the Legion of Merit (Officier in het Legioen van Verdienste) (Verenigde Staten) op 30 oktober 1947